# 希伯尼亚与罗马的关系

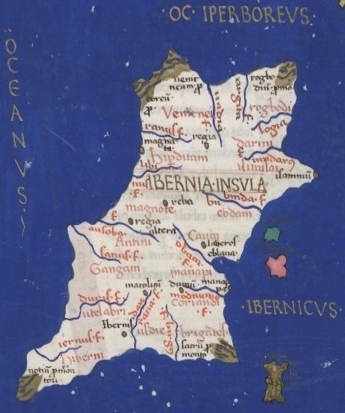
一副表现托勒密描述中希伯尼亚的地图

希伯尼亚与罗马的关系是指公元1~5世纪爱尔兰（希伯尼亞）与罗马帝国之间的关系（主要是商业与文化方面）。爱尔兰是欧洲西部为数不多的未被罗马征服的地区。

## 特征
虽然罗马从未兼并希伯尼亞（爱尔兰的拉丁语名），但依旧影响了这座岛屿，虽然现在只有少量证据留存。
罗马的影响以三种典型方式表现：商业、文化和宗教、军事。

### 商业
罗马与希伯尼亚最主要的关系是商业关系。1995年，学者理查德·沃纳（Richard Warner）指出在克劳狄乌斯皇帝征服不列颠尼亚南部后，地中海与不列颠尼亚间的商路亦扩展到了希伯尼亚。地理学家托勒密在所绘的公元1世纪地图中精确指出了爱尔兰沿海的定居点和部落，有人认为在那个世纪这是只有商人才会知晓的知识。此外，在爱尔兰中部与南部（如塔拉和卡舍尔）出土了许多罗马物品（主要是珠宝和罗马钱币）揭示了商业上的联系。在纽格莱奇亦有罗马钱币出土。
根据托马斯·查尔斯-爱德华兹的爱尔兰黑暗时代理论，在1~3世纪间双方维持着自爱尔兰向不列颠输送人口的奴隶贸易关系，因为不列颠的经济以庄园农业为基础，需要奴隶执行农业中最繁重的部分。随着罗马帝国衰落，这种关系可能发生了逆转。如圣帕特里克的经历所表明的那样，古典时代晚期的爱尔兰人可能已经预料到他们将成为肆虐爱尔兰海的海盗。

### 文化与宗教
晚期罗马对爱尔兰宗教方面的影响突出表现为在5世纪圣帕特里克到达爱尔兰前已有许多当地人皈依了基督教。普洛斯珀在他的编年史中记载了爱尔兰史上最早的可信事件：431年教宗策肋定一世任命帕拉狄乌斯为爱尔兰基督徒的第一任主教。这表明在圣帕特里克到达前爱尔兰已有基督徒居民。普洛斯珀在作品Contra Collatorem中宣称策肋定此举“让野蛮人的岛成为了基督徒的岛”，但显然爱尔兰的基督教化是一个更漫长渐进的过程。
除了新的宗教外，从3~4世纪凯尔特部落贵族的服饰也可以看到罗马文化的影响。 欧甘字母及其书写系统（可能于最早4世纪在威尔士西部的爱尔兰人定居点发明）是在与具有书面拉丁语知识的罗马不列颠人的交流和通婚后自拉丁字母衍生而来。 事实上，威尔士的一些欧甘碑石是双语的，同时包括了古爱尔兰语和受拉丁语影响的古布立吞语（现代威尔士语的祖先）铭文。

### 军事
一些证据表明在阿古利可拉时代罗马可能对爱尔兰进行过军事探险行动，虽然对这些证据的解释仍存在争议。在德鲁马纳（一些历史学家认为是罗马军营或临时营地的地点）和兰贝岛的一些与罗马军队有关的发现可能是罗马势力存在的证据。
最普遍的解释是任何形式的军事存在都是为商人提供的保障，贸易可能是一年一度的市场上罗马不列颠人与爱尔兰人进行交易的形式进行。另一些说法则认为这只是罗马贸易站或与不列颠进行贸易的爱尔兰人定居点。4~5世纪罗马的权威崩溃时，爱尔兰人不断劫掠不列颠并可能带回了罗马的古典文明知识。

## 希伯尼亚的罗马存在
罗马人是否登陆爱尔兰的问题始终是一个争议不休的话题，但近年来出现了较为可靠的理论。历史学家维托里奥·迪·马蒂诺（Vittorio di Martino）在著作《罗马爱尔兰》（Roman Ireland）中指出阿古利可拉曾推动了一次对希伯尼亚的探索性军事行动，类似61年尼禄向苏丹南部发起的军事探索行动（目的是为可能的对埃塞俄比亚的征服做准备，但征服行动由于尼禄死亡无果而终）。

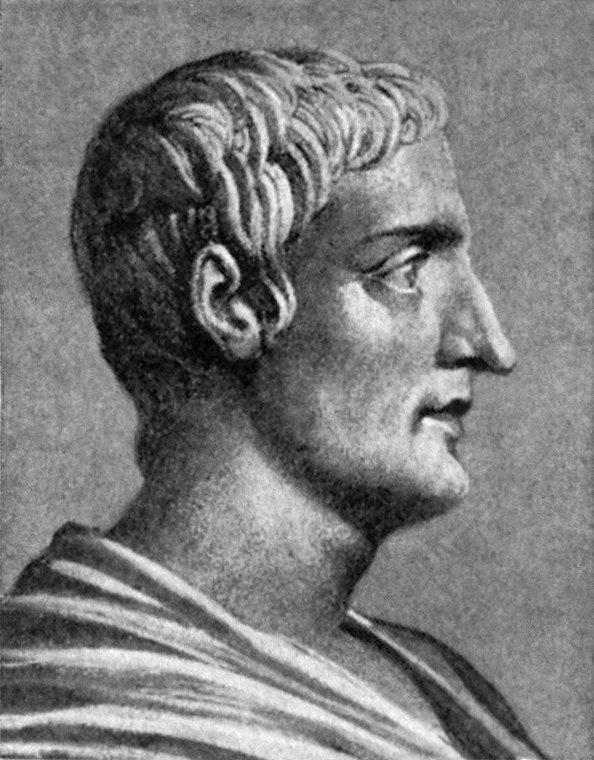
塔西陀记载了罗马将军阿古利可拉在82年自不列颠西部渡过（爱尔兰？）海征服了罗马人尚不知道的部落

事实上，罗马史学家塔西佗提到阿古利可拉（78-84年任不列颠总督）曾考虑过以一个军团和辅助部队征服爱尔兰。阿古利可拉招待了一位被驱逐的盖尔王子，想以他为借口入侵爱尔兰。塔西佗记载，在阿古利可拉任职时期，手下一直有一位盖尔酋长追随（可能是图查尔·泰切马），后来他带着军队返回征服了爱尔兰。在与图查尔有关的遗迹发掘中发现了1世纪末或2世纪初的罗马物品。也许图查尔就是塔西佗记载中的盖尔酋长。
显然，阿古利可拉和他的继任者们都不曾征服爱尔兰，但近年来考古学挑战着罗马人从不曾涉足爱尔兰的说法。在伦斯特发现了罗马和罗马不列颠的手工艺品，尤其是在都柏林以北15英里处德鲁马纳海角的防御工事以及附近兰贝岛上的墓葬。这两处都与图查尔登陆的地方接近。在其它与图查尔相关的地方亦有发现，如塔拉和克洛格。
但这些是贸易、外交还是军事活动的证据仍有争议。罗马人可能会扶持如图查尔这样的人夺取爱尔兰大权以期拥有一个能抑制盖尔人劫掠的友好邻居。
此外，2世纪的罗马诗人尤维纳利斯（可能在不列颠为阿古利可拉服务时）写道“军队已被带到希伯尼亚海岸边”，日期非常巧合。菲利普·弗里曼（Philip Freemanand）认为，虽然他并非是在记载历史，但可能反映了罗马确实向爱尔兰发起过的军事行动。
据推测，这场入侵行动可能是2世纪托勒密的地理学中提到的爱尔兰布里甘特人的起源。布里甘特人是一个不驯的不列颠人部落，在阿古利可拉时代左右才被征服。被征服的部落民可能成为图查尔入侵行动的兵员，或者说罗马人发现了摆脱这些麻烦臣民的好方法（如16、17世纪伊丽莎白和詹姆斯一世把反叛的苏格兰人送往爱尔兰一般）。爱尔兰东南部的一些部落，如杜莫奈（可能与不列颠的杜莫尼有关），梅纳皮（来自高卢）也许亦可追溯到这场入侵。

## 罗马教会的影响

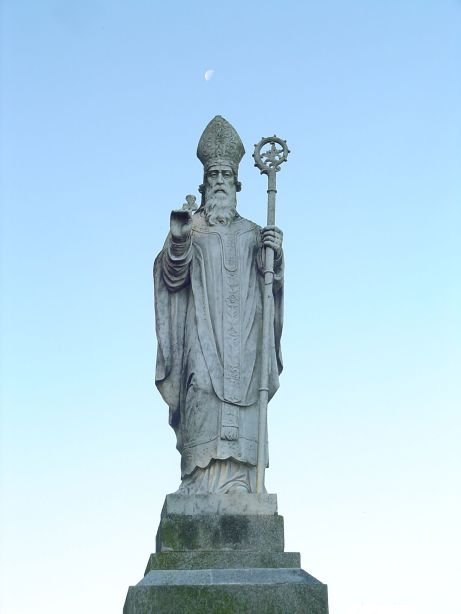
罗马不列颠人圣帕特里克，爱尔兰的主保圣人

在5世纪圣帕特里克和帕拉狄乌斯开始缓慢把基督教向全希伯尼亚岛传播过程中，爱尔兰的信仰和习俗开始罗马化。希伯尼亚最早的教堂“罗马人之家”（House of the Romans,Teach-na-Roman, actual Tigroney ）由圣帕拉狄乌斯建立。但这段时期里与罗马和意大利的实际接触似乎不稳定，他们与埃及基督教也有接触。
罗马不列颠人圣帕特里克倡导在希伯尼亚建立修道院，古老的德鲁伊信仰在他带来的新宗教面前很快崩溃。在爱尔兰基督教化后形成的中世纪前期修道院文化中，拉丁语教育仍得到保留，这与罗马帝国衰落后陷入黑暗时代的西欧形成鲜明对比。但史学界已不再认可中世纪前期、后罗马时代的欧洲知识丧失与衰退的说法。在爱尔兰的修道院中，希伯尼亚拉丁语作为一种拉丁文学形式由爱尔兰的修士在6~10世纪之间创作和传播。

## 人物传记
- Cahill, Tim. How the Irish Saved Civilization. Anchor Books. London, 1996. ISBN 0-385-41849-3
- Charles-Edwards, Thomas. Early Christian Ireland. Cambridge University Press. Cambridge, 2000.
- Cooney, Gabriel. Ireland, the Romans and all that from Archaeology Ireland, Spring 1996.
- Di Martino, Vittorio. Roman Ireland, The Collins Press. London, 2003.
- Freeman, Philip. Ireland and the Classical World. University of Texas Press. Houston, 2001
- Swift, C. Ogam Stones and the Earliest Irish Christians. Maynooth: Dept. of Old and Middle Irish, St. Patrick's College, 1997. ISBN 0-901519-98-7